# Raymond Nasher
Raymond D. Nasher (né le 26 octobre 1921 à Brookline (Massachusetts) et mort le 16 mars 2007 à Dallas), était un homme d'affaires, collectionneur et philanthrope américain.

## Biographie
Il fait fortune dans l'immobilier et les supermarchés. 
Il commence à collectionner lors d'un voyage à Mexico en 1950 en compagnie de son épouse Patsy, historienne d'art.
Le couple acquiert des œuvres d'artistes modernes américains, comme Stuart Davis. Cette partie de la collection a fait l'objet d'une donation au Dallas Museum of Art.
Mais l'originalité du couple, c'est cette passion presque exclusive pour la sculpture. Leurs premiers achats significatifs ont lieu en 1968, avec des œuvres de Jean Arp, de Barbara Hepworth, et d'Henry Moore. 
Il fonde en octobre 2003 à Dallas le Nasher Sculpture Center, construit par l'architecte italien Renzo Piano. Ce musée abrite sur 5 000 m2 une des plus impressionnantes collections. Il regroupe des sculptures de Rodin, Gauguin, Matisse, Picasso, Giacometti et d'autres maîtres modernes, et s'étend jusqu'à des artistes contemporains comme Richard Serra et beaucoup d'autres.
Le 14 mars 2007, il est présent à Paris, au Musée du Louvre, où il fait une intervention lors d'un colloque sur "La Sculpture dans l'espace urbain". Victime le 15 mars, d'un malaise dans l'avion qui le ramène à Dallas, il est transporté à l'hôpital local, où il meurt le lendemain.